# Майорівка (Полтавський район)
Майо́рівка —  село в Україні, у Скороходівській селищній громаді Полтавського району Полтавської області. Населення становить 109 осіб. До 2020 орган місцевого самоврядування — Петрівська сільська рада.

## Географія
Село Майорівка знаходиться в урочищі Богунка, на відстані 6 км від села Нова Кочубеївка.

## Історія
12 червня 2020 року, відповідно до розпорядження Кабінету Міністрів України № 721-р «Про визначення адміністративних центрів та затвердження територій територіальних громад Полтавської області», село увійшло до складу Скороходівської селищної громади.
19 липня 2020 року, в результаті адміністративно - територіальної реформи та ліквідації Чутівського району, село увійшло до складу новоутвореного Полтавського району.
22 червня 2023 року рішенням Національної комісії зі стандартів державної мови віднесено до списку населених пунктів, які «можуть не відповідати лексичним нормам української мови», зокрема стосуватися «російської імперської чи колоніальної політики». Громаді рекомендовано обґрунтувати доцільність збереження поточної назви або запропонувати нову назву в установленому законодавством порядку.